# Патрік Шеберг
Патрік Шеберг  (швед. Patrik Sjöberg, 5 січня 1965) — шведський легкоатлет, олімпійський медаліст.

## Виступи на Олімпіадах
| Олімпіада         | Дисципліна       | Місце |
| ----------------- | ---------------- | ----- |
| Лос-Анджелес 1984 | стрибки у висоту | 2     |
| Сеул 1988         | стрибки у висоту | =3    |
| Барселона 1992    | стрибки у висоту | 2     |

## Зовнішні посилання
- Досьє на sport.references.com [Архівовано 10 червня 2017 у Wayback Machine.]